# Kanton Monts-sur-Guesnes
Kanton Monts-sur-Guesnes (fr. Canton de Monts-sur-Guesnes) je francouzský kanton v departementu Vienne v regionu Poitou-Charentes. Skládá se z 11 obcí.

## Obce kantonu
- Berthegon
- Chouppes
- Coussay
- Dercé
- Guesnes
- Monts-sur-Guesnes
- Nueil-sous-Faye
- Pouant
- Prinçay
- Saires
- Verrue